# Robert Lowther (1681-1745)
Robert Lowther (13 décembre 1681 - septembre 1745) est un propriétaire britannique, titulaire du domaine de Maulds Meaburn, et gouverneur colonial. 

## Biographie
Il est le fils aîné de Richard Lowther et Barbara Prickett.
De 1711 à 1714 et de 1715 à 1720, il est gouverneur de la Barbade.
Le 22 juin 1731, il épouse sa cousine Katherine Pennington, fille de Sir Joseph Pennington (2e baronnet). Ils ont cinq enfants:
- James Lowther (1er comte de Lonsdale) (1736-1802)
- Margaret Lowther (1728 - 10 septembre 1800), mariée le 19 mars 1757 Henry Vane (2e comte de Darlington)
- Katherine Lowther (décédée le 21 mars 1809), mariée le 8 avril 1765, Harry Powlett (6e duc de Bolton)
- Robert Lowther (1741-1777)
- Barbara Lowther, morte célibataire